# Eija-Liisa Ahtila
Eija-Liisa Ahtila (6. srpna 1959 Hattula Finsko) je finská vizuální umělkyně, fotografka a filmařka, známá svými filmovými instalacemi pohybujícími se na rozhraní filmu a videoartu. Pomocí vizuálního jazyka kinematografie představuje rozsáhlé instalace s projekcemi rozdělenými na více panelů. V jejích pracích se většinou objevuje téma mezilidských vztahů v podobě silně emocionálních příběhů, které jsou ještě dobarveny malířským filmovým obrazem. V pozdější tvorbě se věnuje hlubším filozofickým otázkám, často zkoumá individuální identitu a hranice subjektu ve vztahu k vnějšímu světu, přírodě, krajině a klimatu.

## Život
Studovala filmovou tvorbu na Free Art school v Helsinkách (1980–1985) a současně s tím i práva na Helsinské univerzitě (1980–1985). Pokračovala na London College of Printing (1990–1991) a v USA, kde v letech 1994–1995 studovala na Kalifornské universitě v Los Angeles a v Americkém filmovém institutu.
V letech 2007–2010 byla profesorkou vzdělávacího programu prostorového a časového umění na Akademii výtvarných umění v Helsinkách.
Žije a pracuje v Helsinkách.

## Dílo
Po experimentování s fotografiemi, uměním instalací a performancí se Ahtila v 90. letech soustředila na film a video. Její díla jsou často uváděna jako instalace i hrané filmy. Tři minifilmy Me/We, Okay a Gray (1993), z nichž každý má 90 sekund a které napsala a režírovala, byly uvedeny jako upoutávky v kinech, v televizi během reklamních přestávek a v uměleckých galeriích. Tak se dostala do širšího povědomí veřejnosti. Od poloviny devadesátých let Eija-Liisa Ahtila uváděla své práce i na mezinárodních filmových festivalech a akcích.
Ve svých dřívějších pracích se zabývala mezilidskými vztahy, duševními stavy, otázkami smrti. Její krátkometrážní filmy představují lidská dramata, v nichž postavy zápasí se svými emocemi, okolím a nestabilním prostředím. Většinu těchto témat zpracovává z ženské perspektivy a z různých úhlů pohledu. Zabývá se širšími kulturními a existenciálními tématy, jako je kolonialismus, víra a posthumanismus. Od roku 2005 se Ahtila věnuje kinematografii z ekologického hlediska a zkoumá, jak bychom měli vidět svět ve světle globálního oteplování a dalších ekologických krizí. Přesouvá pozornost od člověka a mezilidských vztahů k potenciálu jeho empatie a lásky k ostatním živým bytostem a přírodě vůbec. Příroda, kterou Ahtila ve svých dílech popisuje, je plná symbolismu. Používá barvy, světlo a zvuk živým, surrealistickým způsobem jako malířka.

### Vybrané instalace
- Consolation Service (Služba útěchy, 1999), 35mm filmová a DVD instalace pro 2 projektory se zvukem, 24 minut – tři příběhy jsou mezi sebou propojeny silnou osudovou linkou. Film sleduje rozchod mladého manželského páru a následnou smrt manžela pod krami zamrzlého jezera. Oceněno na Bienále v Benátkách.[6]
- The Present (Současnost, 2001), DVD instalace pro 5 monitorů se zvukem
- The House (Dům, 2002), DVD instalace pro 3 projektory se zvukem, 14 minut rozhovorů s lidmi, kteří jsou postiženi duševními poruchami[7][8][9][10]
- The Wind (Vítr, 2002) DVD instalace pro 3 projektory se zvukem, 14 minut[11]
- The Hour of Prayer (Hodina modlitby, 2005) 4 projektory, ukazuje scény ze zážitku ženy kolem smrti jejího psa
- Where is Where? (2008), HD instalace pro 4 projektory, 55 minut o událostech alžírské války, kdy dva mladí arabští chlapci zabili svého francouzského přítele[12]
- The Annunciation (2010)[9][13]
- Horizontal (Vaakasuora, 2011), mediální instalace: 6-kanálová projekce se zvukem, 6 min. Pohled smrku jako živého organismu. Obraz ukazuje 11 metrů vysoký smrk v horizontální poloze, jehož větve se kymácí ve větru, natočený v plném měřítku v šesti částech. Zvukovou kulisu tvoří zvuk větru, vrzání kmene a ptačí zpěv. Umělkyně chtěla toto dílo použít k reprezentaci myšlenky německého biologa Jakoba von Uexküella o paralelní a souběžné existenci časových a prostorových světů. Umělecké dílo na druhé straně také přesouvá pozornost od člověka jako středu vesmíru k velikosti přírody; lidé hrají v širším obrazu menší roli.[9]
- Studies on the Ecology of Drama (2014), instalace pro 4 projektory
- Potentiality for Love (2018), instalace kombinující sochy s živou projekcí[14]

### Filmy
- The Nature of Things (Povaha věcí, 1988) pojednává o podstatě věcí v konzumní společnosti, předmětům připisuje duchovní vlastnosti
- Plato’s Son (Platonův syn, 1991) mimozemšťanka přichází na Zem studovat význam a funkci lidského těla
- The Trial (Proces, 1993) o vině a trestu, způsobech lidského jednání
- Me/We, Okay, Gray (1993), 35mm film a DVD pro 3 projektory se zvukem, 3 × 90 sekund zkoumá rozdíly mezi reklamními spoty a krátkými filmovými dramaty[5][15]
- If 6 was 9 (1995), 35 mm film a DVD pro 3 projektory se zvukem, 10 minut je vyprávěním o skupince mladých dívek, o jejich cestě  k dospělosti a sexualitě. Ve třech navzájem se prolínajících filmových vrstvách Eija-Liisa Ahtila vytváří obraz roztříštěné reality, odpovídající vybranému tématu: zmatkům dospívání a hledání vlastní identity a sexuality[16]
- Anne, Aki and God (Anna, Aki a Bůh, 1998), pro 5 projektorů. Psychicky nemocný muž fantazíruje o ženě, která se během filmu stává skutečností.
- Today (Dnes, 1996), 35 mm filmová a DVD instalace pro 3 projektory se zvukem, 10 minut pojednává o vztahu mezi otcem a dcerou, kteří si povídají o smrtelném úrazu dědečka[17]

## Výstavy (výběr)
První samostatná výstava Ahtily byla v helsinské galerii Kluuvin v roce 1991. V zahraničí vystavovala poprvé ve Stockholmské galerii Index v roce 1995. Od roku 1997 měla mnoho skupinových a individuálních výstav v mnoha evropských zemích, Severní Americe, Japonsku, Novém Zélandu a Mexiku. Ahtila se zúčastnila mnoha mezinárodních uměleckých výstav, jako je Manifesta (1998), Benátské bienále (1999 až 2005), documenta11 (2002), bienále umění v São Paulu (2008) a bienále v Sydney v letech 2002 a 2018.
V České republice představila umělkyni iniciativa Tranzit.cz. Na výstavě v Praze ve dnech 29.4. – 8.6. 2008 byly zastoupeny instalace Tender trap (1991) a Secret Garden (1994). 
Její práce se nacházejí ve sbírkách galerie Tate v Londýně a Muzea moderního umění v New Yorku.

## Ocenění a uznání
Ve Finsku patří Eija-Liisa Ahtila mezi nejuznávanější umělce. V roce 2009, ve věku 49 let, získala titul akademik umění, jako nejmladší ve Finsku. V roce 2020 jí bylo uděleno státní vyznamenání důstojnice I. třídy Řádu bílé růže a v roce 2021 nejvyšší finská cena za výtvarné umění Ars Fennica.
Ahtila získala několik uměleckých a filmových cen v zahraničí:
- Cenu Vincent (2000), udělovanou v Nizozemsku v letech 2000–2014 evropskému umělci, jehož díla byla považována za vysoce relevantní v současném umění[26]
- Artes Mundi (2006) udělovanou mezinárodní uměleckou organizací se sídlem v Cardiffu současným vizuálním umělcům s cílem podporovat práci se sociální realitou a životními zkušenostmi[27]
- Medaile prince Evžena (2008) udílená švédským králem za mimořádný umělecký výkon[28]